# Gavialiceps javanicus
Gavialiceps javanicus is een straalvinnige vissensoort uit de familie van de snoekalen (Muraenesocidae). De wetenschappelijke naam van de soort is voor het eerst geldig gepubliceerd in 1993 door Karmovskaya.